# Guerre Iran-Israël
Crise au Moyen-Orient (depuis 2023) et Conflit Iran-Israël de 2024-2025
Batailles
La guerre Iran–Israël, ou guerre de(s) 12 jours,,,, est un conflit armé déclenché le 13 juin 2025, opposant Israël puis les États-Unis à l'Iran. C'est la troisième phase du conflit Iran-Israël de 2024-2025[réf. nécessaire], qui s'inscrit plus largement dans la crise au Moyen-Orient. Ce conflit se transforme en guerre ouverte lorsqu'Israël déclenche une attaque surprise contre l'Iran, l'opération Rising Lion (« Lion qui se lève», « Lion dressé » ou « Réveil du lion » - en hébreu : מבצע עָם כְּלָבִיא,). 
L'Iran réplique dans les heures qui suivent en déclenchant l'opération Promesse honnête 3 (persan : عملیات وعده صادق ٣) et attaque le territoire israélien par des frappes de drones et de missiles. Les États-Unis entrent à leur tour en guerre contre l'Iran et bombardent plusieurs sites nucléaires iraniens dans la nuit du 21 au 22 juin.
Les frappes israéliennes visent des sites clés du programme nucléaire iranien et leurs scientifiques ainsi que le corps des gardiens de la révolution islamique, les défenses aériennes iraniennes, les infrastructures énergétiques du pays et des zones résidentielles. Depuis la révolution islamique de 1979, Israël considère comme une menace existentielle les ambitions nucléaires de l'Iran, qui conteste la légitimité de l'existence d'Israël et appelle à sa destruction. À la suite des attaques du 7 octobre 2023 sur le territoire israélien, qui provoquent la guerre de Gaza, Israël affaiblit deux alliés de l'Iran : le Hamas palestinien et le Hezbollah libanais, ce qui contribue à la chute du régime baasiste de Bachar el-Assad en Syrie, lâché par le Hezbollah, lui-même embourbé dans un conflit avec Israël. La victoire de la rébellion syrienne et l'amputation du croissant chiite affaiblit l'Iran, déjà isolé sur la scène internationale.
L'attaque israélienne initiale tue plusieurs officiers iraniens, des dirigeants du Corps des gardiens de la révolution islamique, des scientifiques nucléaires de haut niveau et plus de 200 civils iraniens, selon le ministère de la Santé iranien. La première vague de représailles iraniennes, constituée par le tir de 100 missiles selon l'armée israélienne, est suivie de tirs de missiles ultérieurs et d'une centaine de drones, tuant au total 24 personnes, toutes des civils selon le gouvernement israélien.
Dans la nuit du 21 au 22 juin 2025, l'US Air Force et l'US Navy lancent une attaque coordonnée contre plusieurs sites nucléaires iraniens, dans une opération baptisée Marteau de minuit (en anglais Operation Midnight Hammer). Les frappes américaines visent notamment l'usine d'enrichissement d'uranium de Fordo, le site nucléaire de Natanz, ainsi qu’une installation située à Ispahan. Des bombardiers furtifs B-2 Spirit larguent des bombes pénétrantes GBU-57A/B de 13 tonnes, tandis que des sous-marins américains tirent des missiles de croisière Tomahawk. Ces cibles font partie des installations nucléaires les plus sensibles et stratégiques de l’Iran.
Le déclenchement du conflit coupe court aux négociations commencées le 12 avril précédent entre l'Iran et les États-Unis sur le nucléaire iranien et l'assouplissement des sanctions économiques à l'égard de l'Iran.
Au 25 juin 2025, le lendemain du cessez-le-feu, l'ONG Human Rights Activists, basée à Washington, estime que les bombardements israéliens et américains sur l'Iran ont fait au moins 1 054 morts et fait 4 476 blessés (dont 417 morts et 2 072 blessés civils, 318 morts et 256 blessés militaires, le reste non spécifié).

## Contexte

### Hostilité entre l'Iran et Israël
Les relations entre Israël et l'Iran étaient plutôt cordiales jusqu'à la révolution islamique de 1979. L'un des principaux traits distinctifs de la République islamique établie cette année-là par l'ayatollah Khomeini était son rejet de « l'impérialisme » des États-Unis et de son allié Israël. Le nouveau régime des ayatollahs a rompu ses relations avec Israël, a cessé de reconnaître la validité des passeports de ses citoyens et a saisi l'ambassade israélienne à Téhéran, la remettant à l'Organisation de libération de la Palestine (OLP). L'animosité envers Israël était la pierre angulaire du nouveau régime iranien.
En Israël, l'hostilité envers l'Iran n'a commencé que plus tard, dans les années 1990, car l'Iran était auparavant perçu comme une menace régionale moins grande que l'Irak de Saddam Hussein. Téhéran a tissé un réseau baptisé « axe de résistance », s'étendant au Liban, à Gaza, en Irak, au Yémen et en Syrie.
En 2005, le président iranien Mahmoud Ahmadinejad tient un discours anti-israélien très radical. Il doute de la Shoah, qualifie Israël de « tumeur » et demande à ce que les Israéliens soient réinstallés en Allemagne et en Autriche.
L'axe de résistance iranien subit de graves revers entre 2024 et 2025, avec la chute du gouvernement de Bachar el-Assad en Syrie et l'affaiblissement du Hamas et du Hezbollah dans les guerres de Gaza et du Liban. Le Hezbollah libanais, classé comme organisation terroriste par les États-Unis et l'Union européenne, est la plus importante et la plus riche de ces organisations.

### Attaques antérieures contre l'Irak et l'Iran
Le site nucléaire d'Osirak en Irak, développé en coopération avec la France, a été plusieurs fois bombardé, d'abord en 1980 par l'Iran (il s'agit alors de la première attaque militaire visant un site nucléaire), puis en 1981 par Israël lors de l'opération Opéra. En 2007, lors de l'opération Orchard, Israël bombarde une installation nucléaire en Syrie créée en coopération avec la Corée du Nord.
L'usine d'enrichissement d'uranium de Natanz en Iran est l'objet de plusieurs attaques informatiques israéliennes, notamment en 2010 avec le virus Stuxnet ou en 2021.
En 1996, durant le premier mandat de Benyamin Netanyahou à la tête du gouvernement israélien, Israël envisage de détruire les installations nucléaires iraniennes par des frappes aériennes, mais le projet n'aboutit pas. Jusqu’en 2012, Netanyahou et son ministre de la Défense, Ehud Barak, menacent à diverses reprises de procéder à ces bombardements.
La première présidence de Donald Trump (2017-2021) permet à Israël de multiplier les attaques contre l'Iran avec le soutien de Washington. De nombreux scientifiques nucléaires iraniens sont assassinés. À la fin du mandat du président américain, Benyamin Netanyahou tente de le convaincre de bombarder l'Iran à grande échelle.
Depuis les années 1990, le Premier ministre israélien Benyamin Netanyahou désigne régulièrement l'Iran comme une « menace existentielle » pour Israël, qui rendrait nécessaire une guerre préventive.

### Programme nucléaire iranien et négociations américano-iraniennes
En 2015, malgré les protestations israéliennes, les membres permanents du Conseil de sécurité des Nations unies ainsi que plusieurs autres pays signent avec l'Iran un accord sur son programme nucléaire. Celui-ci prévoit de limiter le programme nucléaire iranien pendant au moins une décennie, le renforcement des contrôles afin de s'assurer qu'il ne soit pas destiné à produire des armes nucléaires et la levée progressive des sanctions contre l'Iran. Les stocks iraniens d'uranium faiblement enrichi passent en 2015 d'environ huit tonnes à 300 kilos,. En 2018, le nouveau président américain Donald Trump se retire de l'accord et rétablit un ensemble de sanctions contre l'Iran. Onze rapports de l'Agence internationale de l'énergie atomique (AIEA) attestent alors du respect par l'Iran de ses engagements. Après avoir attendu un an après le retrait des États-Unis de l'accord, et fortement affecté par les sanctions économiques, l'Iran reprend l'enrichissement d'uranium au-delà des limites fixées par l'accord de 2015, de 300 kilos d'uranium faiblement enrichi. En février 2021, l'Iran suspend sa participation de son accord de coopération avec l'AIEA. Il possède alors environ trois tonnes d'uranium faiblement enrichi.
L'Iran a ensuite augmenté de manière significative ses stocks d'uranium et ses capacités de production nucléaires, pour atteindre en 2025, 400 kilos d'uranium enrichi à 60 %, 13 000 centrifugeuses et 9,2 tonnes d'uranium faiblement enrichi. L’Iran nie cependant avoir développé des armes nucléaires et affirme que son programme d’enrichissement de l’uranium ne sert qu’à des fins pacifiques. En mars 2025, la directrice nationale du renseignement américain indique que les agences d’espionnage américaines ne croyaient pas que l’Iran avait redémarré son programme d’armement nucléaire, que l’AIEA avait jugé terminé en 2003.
De son côté, Israël est considéré comme une puissance nucléaire non déclarée, non signataire du traité de non-prolifération et qui, à ce titre, n'accueille jamais d'inspecteur de l'AIEA sur son sol.
L'attaque intervient après la condamnation par l'AIEA de l'Iran pour « non-respect » de ses obligations en matière nucléaire et avant l'ouverture prévue d'un nouveau cycle de négociations sur le nucléaire iranien entre les États-Unis et l'Iran. Elle intervient également au lendemain de l'expiration d'un ultimatum de 60 jours fixé par Donald Trump, qui a été informé la veille de l'attaque israélienne, qu'il présente comme un levier dans ses négociations.

### Escalade des tensions depuis 2023
Les tensions et affrontements entre Israël et l'Iran sont croissants depuis le début de la guerre de Gaza en octobre 2023.
Le 25 décembre 2023, l'un des principaux commandants du corps des gardiens de la révolution islamique, Razi Moussavi, est tué en Syrie dans une attaque aérienne israélienne. Le 20 janvier 2024, cinq membres des Gardiens de la révolution, dont deux hauts responsables, sont tués à Damas dans une frappe aérienne israélienne.
Le 1er avril 2024, lors d'un bombardement du consulat iranien de Damas en Syrie qui abritait une réunion de militaires iraniens de haut rang, seize personnes, dont huit membres des gardiens de la révolution islamique, sont tuées, dont le chef de la force Al-Qods sur place, le général Mohammad Reza Zahedi et son adjoint. L'Iran, soutenu par les Houthis du Yémen, répond à ce raid par une attaque le 13 avril, constituée de frappes d'environ 300 missiles et drones sur Israël, ce qui constitue la première opération militaire iranienne visant directement Israël depuis la fondation de la République islamique en 1979. Israël répond avec une attaque sur l'Iran contre le système de défense antimissile du pays,.
Le 31 juillet 2024, le chef politique du Hamas palestinien, Ismaël Haniyeh, est assassiné dans une résidence dans le nord de Téhéran, après avoir assisté à la cérémonie d'investiture du nouveau président iranien, Massoud Pezechkian. Israël revendique la responsabilité de l'attaque quelques mois plus tard.
Le 27 septembre 2024, le dirigeant du Hezbollah libanais, Hassan Nasrallah, est à son tour assassiné lors d'un bombardement aérien israélien dans la banlieue de Beyrouth. Un général iranien meurt également à ses côtés.
Le 1er octobre 2024, l'Iran lance des frappes sur Israël en réponse aux assassinats ciblés d'Hassan Nasrallah et d'Ismaël Haniyeh ainsi qu'à l'invasion du Liban par Israël. Puis, dans la nuit du 25 au 26 octobre 2024, l'armée israélienne mène une série de frappes contre des installations militaires iraniennes.
L'attaque de juin 2025 commence à être planifiée en octobre ou novembre 2024, à la suite des bombardements successifs d'Israël sur l'Iran et de l'Iran sur Israël.
Selon les observateurs, l'ampleur de l'opération Rising Lion — qui associe des frappes sur des infrastructures avec l'élimination de responsables du programme nucléaire militaire iranien — est bien supérieure à celle des précédentes interventions.

## Déroulement

### 13 juin

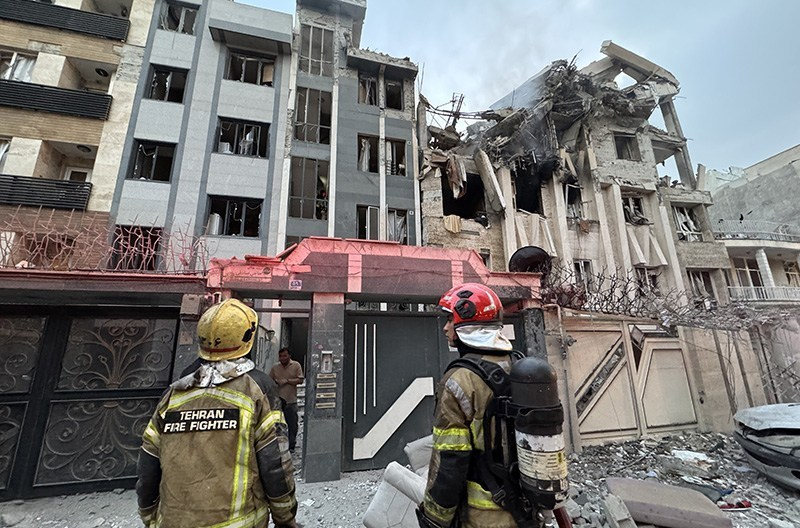
Bâtiments détruits à Téhéran, le 13 juin 2025.

#### Début des bombardements israéliens
Tôt dans la nuit du 13 juin 2025, le Premier ministre israélien, Benyamin Netanyahou annonce à ses compatriotes l'opération Lion qui se lève, qui vise, selon ses termes, à éliminer la menace nucléaire iranienne et aussi à faire tomber le régime de l'ayatollah Khamenei. De nombreuses installations nucléaires iraniennes sont alors touchées par les missiles israéliens, notamment les usines d'enrichissement de Natanz et de Fordo, le centre de recherche d'Ispahan et le réacteur nucléaire d'Arak. De nombreuses autres infrastructures gouvernementales ou militaires sont touchées, dont 28 infrastructures militaires, notamment des installations militaires à Téhéran, le bâtiment résidentiel du corps des gardiens de la révolution islamique, et quatre installations liées aux énergies fossiles. Lors de cette attaque, les Israéliens parviennent à tuer plusieurs personnalités iraniennes de premier plan et à détruire des installations liées au programme nucléaire de l'Iran.
Selon l’état-major des forces israéliennes, des dizaines de radars et de lanceurs de missiles sol-air de la Force de défense aérienne iranienne ont aussi été détruits dans l’ouest du pays.
En outre, dans la nuit du 12 au 13 juin 2025, en parallèle aux frappes aériennes, des agents du Mossad auraient mené une série d’opérations clandestines à l’intérieur du territoire iranien. Ces actions de sabotage auraient visé à neutraliser des infrastructures stratégiques telles que des sites de missiles balistiques et des moyens de défense aérienne, en amont et sur le terrain, dans le but de préparer et renforcer l’impact de l’offensive israélienne. Le gouvernement israélien a confirmé que l'opération s'étalerait sur plusieurs jours et que 200 avions de combat avaient été engagés dans les premières frappes, qui ont largué 330 munitions diverses. Des petits drones sont également employés par le Mossad depuis le territoire iranien.

#### Riposte iranienne
Le 13 juin, à la suite des attaques israéliennes, l'Iran lance plus de cent drones Shahed vers Israël le matin en guise de représailles,. Des sirènes sont entendues à Amman, la capitale de la Jordanie. Certains des drones sont interceptés par la Force aérienne royale jordanienne au-dessus de l'espace aérien jordanien et d'autres par la Force aérienne israélienne au-dessus de l'Arabie saoudite et de la Syrie.
Dans la nuit du 13 au 14 juin, plusieurs vagues de missiles balistiques iraniens visent les villes de Tel-Aviv et Jérusalem en Israël. L'Iran nomme sa contre-attaque opération Promesse Tenue 3 et déclare attaquer des dizaines de cibles, y compris des sites militaires et des bases aériennes. Plusieurs impacts sont signalés dans le centre d'Israël, y compris sur des bâtiments à Tel Aviv. Un fragment d'un missile intercepté cause également des dégâts dans le nord d'Israël. Le Magen David Adom (MDA) rapporte qu'au moins 63 Israéliens sont blessés. Une femme civile grièvement blessée succombe plus tard à ses blessures.
La Force de défense aérienne iranienne aurait réussi, selon elle, à détruire deux avions F-35 Lightning II ainsi qu'un grand nombre de micro-drones. Mais une semaine plus tard, il n'existe toujours aucun document confirmant la destruction de deux F-35 israéliens, et les experts militaires doutent que les défenses anti-aériennes iraniennes soient capables d'abattre ce type d'avion, en raison de sa furtivité.
Les États-Unis évacuent ensuite certains de leurs soldats stationnés en Irak et autorisent également l'évacuation des membres des familles des soldats américains présents dans la région,.

### 14 juin
Le 14 juin, Israël lance une attaque de drones sur une raffinerie stratégique située dans la ville portuaire de Kangan, dans le sud de l'Iran.
L'Iran procède alors à une nouvelle attaque contre Israël avec une salve d'environ 200 missiles balistiques tirés à 1 h du matin, mais la plupart de ces missiles sont interceptés,. Sept personnes sont blessées dans l'attaque, dont une légèrement. Plus tard dans la journée, un missile blesse 19 personnes dont deux succombent à leurs blessures. Les villes touchées sont Tel Aviv, Ramat Gan et Rishon LeZion, dans le centre du pays.
Israël dit avoir la maîtrise du ciel « dans tout l'ouest de l'Iran, jusqu'à Téhéran ».

### 15 juin
Le 15 juin, Israël déclare avoir bombardé 80 objectifs pendant la nuit avec une cinquantaine d’avions de combat. Des attentats à la voiture piégée frappent Téhéran. Certaines de ces attaques visaient des scientifiques nucléaires iraniens, selon l'agence Reuters.
Le quartier de Tajrish, à Téhéran, est touché par deux attaques aériennes. L’une a frappé un immeuble, l’autre a ciblé l’un des carrefours les plus empruntés du nord de la ville. Ces frappes tuent 17 personnes et font 46 blessés,. Les vidéos de la frappe sur le carrefour montrent des dégâts importants : un puissant jet d’eau s’échappant d’une canalisation rompue, plusieurs voitures touchées par l’explosion ou par des débris d’immeubles effondrés, des personnes piégées dans leurs véhicules endommagés, alors que d’autres tentent de les aider à en sortir.
Lors d'une attaque menée par l'Iran, la raffinerie de Haïfa, dans le nord du pays, subit des dégâts importants et prend feu. Trois hommes qui travaillaient dans l'installation pétrolière au moment de la frappe sont tués.
Le gouvernement iranien annonce que les mosquées, les stations de métro et les écoles serviront d'abris à la population face aux attaques israéliennes. Alors qu'aucun quartier de Téhéran n’est épargné par les bombardements, beaucoup d'habitants fuient la capitale.

### 16 juin
Vers 15 h, Israël bombarde le siège de la télévision d'état iranienne à Téhéran, après avoir, plus tôt dans la journée, demandé une évacuation du quartier où se trouvent lesdits bureaux. L'Iran accuse Israël d'avoir bombardé un hôpital dans la ville de Kermanshah, dans l'ouest du pays, dénonçant un « crime de guerre ». Un drone de l’armée de l’air israélienne a frappé et détruit deux avions de chasse F-14 iraniens dans un aéroport de Téhéran, a révélé le porte-parole de l’armée israélienne, le brigadier général Effie Defrin, lors d’une conférence de presse. Les F-14 Tomcat, de fabrication américaine, ont été fournis à l’Iran avant la révolution islamique de 1979 et seraient les derniers encore en service. L’armée israélienne a publié des images de la frappe. Les infrastructures énergétiques vitales sont méthodiquement attaquées, telles les dépôts pétroliers, les raffineries et champs gaziers, provoquant de nombreux incendies et coupures de production. L’objectif recherché est de provoquer des pénuries de carburant et des coupures d’électricité.
Ce même jour, l'Iran tire 350 missiles balistiques sur la ville balnéaire de Bat Yam en Israël. Ces tirs font 24 morts et de nombreux blessés.
Le Pakistan ferme sa frontière terrestre avec l'Iran.
Le président américain Donald Trump déclare, sur Truth Social, que l'Iran aurait dû signer l'accord, qu'il ne peut pas posséder l'arme nucléaire et que toute la population devait évacuer Téhéran,. Compte tenu de la situation au Moyen-Orient, il quitte prématurément le sommet du G7 pour retourner à Washington.

### 17 juin

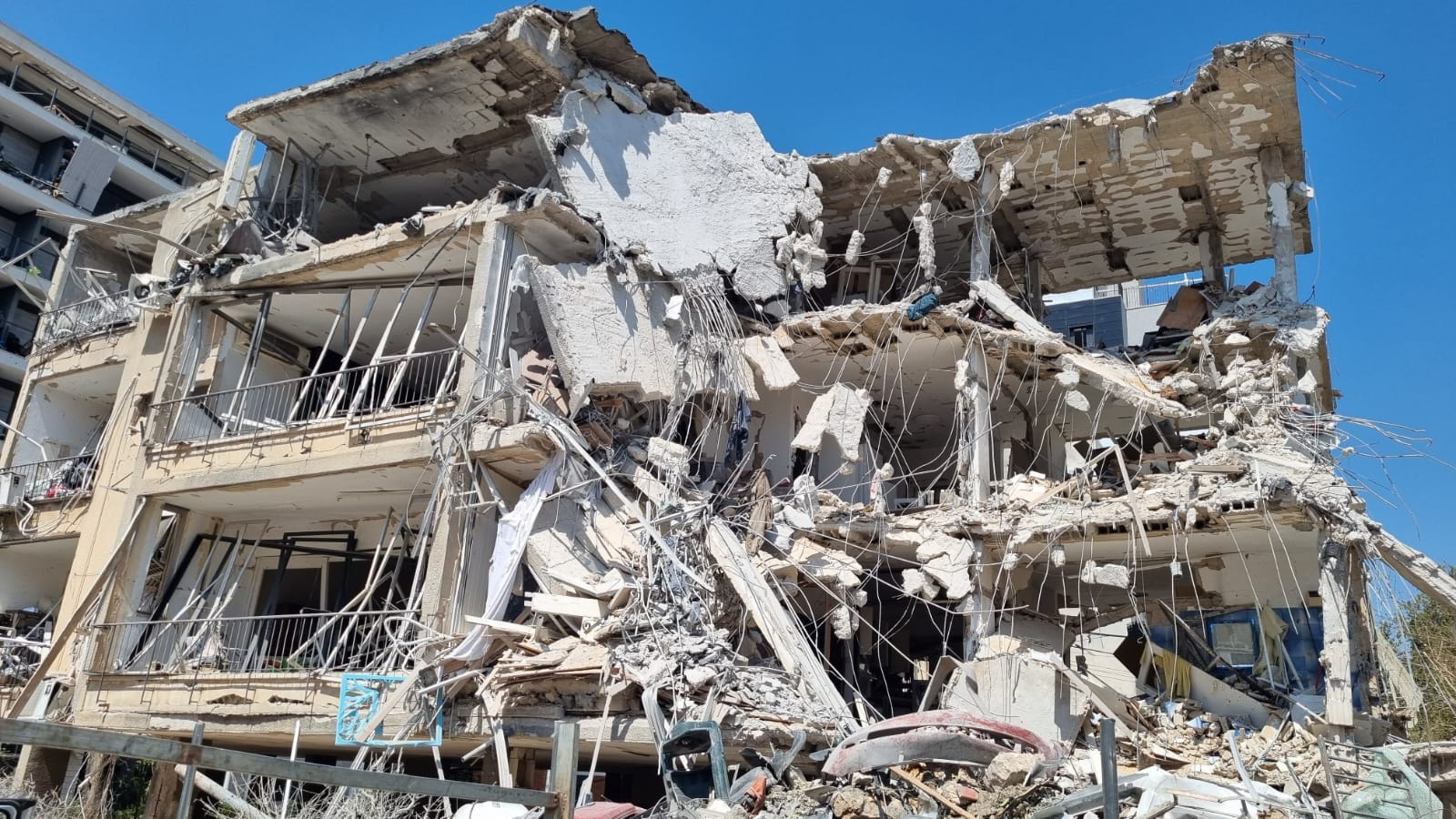
Immeuble détruit par un missile iranien à Ramat Gan.

Donald Trump demande au Conseil de sécurité nationale de se préparer à un rassemblement dans la Situation Room.
Plus tard, il demande à l'Iran une « capitulation sans conditions ».

### 19 juin
Le 19 juin 2025, l'Iran lance une nouvelle salve d’environ vingt missiles balistiques à moyenne portée en direction du centre d’Israël, soit le nombre le plus élevé enregistré en une seule attaque depuis les dernières 48 heures.
Des explosions sont signalées dans plusieurs zones de Tel Aviv, notamment sur une tour résidentielle et à proximité de l'hôpital de Soroka à Beer-Sheva, où elles font des blessés parmi le personnel médical et les patients.

### 20 juin
Le 20 juin 2025, Donald Trump décide de déplacer des États-Unis vers l'Europe l'USS Gerald R. Ford, un porte-avions de 100 000 tonnes à propulsion nucléaire en service depuis 2017, afin de pouvoir l'utiliser en cas de bombardements américains sur l'Iran.

### 21 juin: frappes américaines sur les sites nucléaires iraniens

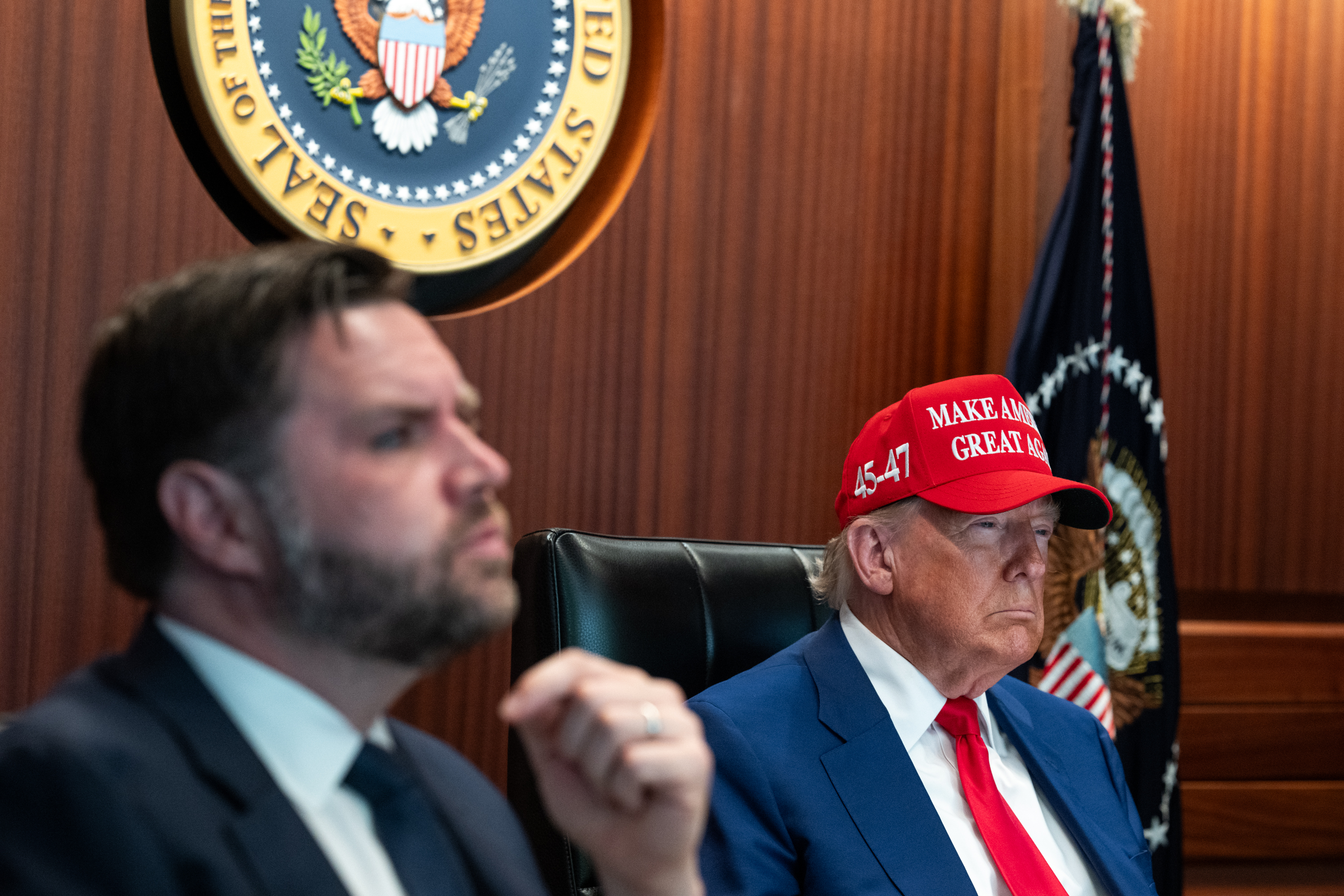
Donald Trump et JD Vance dans la Situation Room lors des attaques américaines contre les installations nucléaires iraniennes.

Le 21 juin, l'armée israélienne annonce bombarder la région de Bandar Abbas, grand port du sud de l'Iran, sur la rive nord du détroit d'Ormuz.
Dans la soirée (heure locale), Donald Trump annonce que l'US Air Force a mené une opération de grande envergure baptisée Marteau de Minuit (anglais : Operation Midnight Hammer) contre l'Iran, frappant trois sites nucléaires stratégiques situés à Fordo, Natanz et Ispahan. Ces frappes, coordonnées avec l'armée israélienne, visent à détruire des installations clés du programme nucléaire iranien, notamment des centres d'enrichissement d'uranium et des infrastructures souterraines fortement protégées. Selon Donald Trump, l'opération est un succès complet, tous les avions ayant regagné leur base en toute sécurité et les « principales installations d’enrichissement nucléaire de l’Iran ont été complètement et totalement éradiquées ». Cette destruction est immédiatement infirmée par des experts et hauts responsables étrangers, y compris israéliens, qui considèrent qu’il est impossible à établir si rapidement un bilan.

### 23 juin: frappes iraniennes sur les bases américaines
Le 23 juin, les gardiens de la révolution ainsi que la télévision iranienne annoncent l'opération Basharat Al-Fath (« Annonce de la Victoire ») contre la base aérienne Al Udeid, au Qatar ainsi que des bases en Irak.
À la suite des bombardements américains dans la nuit du 21 au 22 juin, le Parlement iranien vote en faveur de la fermeture du détroit d'Ormuz, espace de passage maritime étroit où 20 % du trafic mondial de pétrole transite et qui pèse pour 600 milliards de dollars par an. Les conséquences en seraient la flambée des prix du baril de pétrole et du gaz naturel dans le monde. Sous la pression des États-Unis et de la Chine, l'Iran finit par renoncer au blocage du détroit.
L'aviation israélienne bombarde la prison d'Evin à Téhéran, tuant 71 personnes. Des membres du personnel de la prison, des prisonniers, des proches venus leur rendre visite ainsi que des habitants vivant à proximité de l'établissement figurent parmi les victimes. Un nombre indéterminé de détenus est ensuite transféré vers d'autres établissements pénitentiaires. 

### 24 juin: cessez-le-feu approuvé par l'Iran et Israël
Le 24 juin, Donald Trump annonce sur son réseau social Truth Social que la république islamique d'Iran et l'État d'Israël ont tous deux approuvé un cessez-le-feu « complet et total » d'une durée de 12 heures. Malgré le cessez-le-feu, Tsahal accuse l'armée iranienne de tir de missiles. En Iran, neuf personnes sont tuées dans des frappes israéliennes sur des bâtiments résidentiels à Astaneh-ye Achrafiyeh, une ville proche de la mer Caspienne.

## Bilan humain

### En Iran
De nombreux civils sont tués le 13 juin dont certains ont été identifiés par des associations et médias. La fédération iranienne de taekwondo annonce la mort de plusieurs de ses membres, dont Amir Ali Amini, adolescent membre de l’équipe nationale junior. Un joueur de padel, Parsa Mansour, est tué alors qu’il rentrait chez lui après un entraînement, indique la fédération iranienne de tennis. La poétesse et professeure d'anglais Parnia Abbasi, âgée d'une vingtaine d'années, est tuée avec toute sa famille dans le bombardement de leur maison dans la capitale iranienne. Sina Soleimani, un jeune analyste du marché boursier en Iran, est tué dans une frappe sur « une aire urbaine », de même que Najmeh Shams, jeune diplômée en sciences sociales de l’Université de Téhéran. Au moins 78 morts, dont des enfants, et 329 blessés sont recensés le 13 juin.
Le 14 juin, une soixantaine de personnes, dont vingt enfants, sont tuées dans une frappe israélienne contre un complexe résidentiel de Téhéran.
Un dessinateur connu en Iran, Saleh Bairami, est tué dans une frappe israélienne alors qu’il attendait à un feu rouge du carrefour de Tajrish à Téhéran le 15 juin.
Au 16 juin, l'ONG Human Rights Activists, basée à Washington, indique que les bombardements israéliens sur l'Iran ont tué au moins 406 personnes et fait 654 blessés, majoritairement des civils. Ce bilan provisoire inclut au moins 197 civils tués, 90 militaires et 119 personnes non identifiées. Le ministère iranien de la Santé déclaré qu’au moins 224 personnes avaient été tuées depuis le début des attaques vendredi, et que 1 277 personnes avaient été hospitalisées, précisant que 90  % des victimes étaient des civils.
Au 18 juin, Human Rights Activists fait état de 585 personnes tuées et 1 326 blessées par les bombardements israéliens. Parmi les tués, 239 étaient des civils et 126 des militaires.
Au 21 juin, la même ONG indique que plus de 722 personnes ont été tuées et 2 546 blessés par les bombardements israéliens. De son côté, le ministère de la Santé iranien fait état de 430 morts et quelques 3 500 blessés.
Au 24 juin, premier jour du cessez-le-feu, le ministère iranien de la Santé annonce que la guerre déclenchée par Israël contre l'Iran à fait au moins 610 morts et plus de 4 700 blessés parmi la population civile. Le nombre de militaires tués ou blessés n'a pas été communiqué.

#### Morts notables
Militaires
- Hossein Salami : commandant en chef du corps des gardiens de la révolution islamique
- Mohammad Hussein Baqeri : chef d'état-major des forces armées de la république islamique d'Iran
- Amir Ali Hajizadeh : commandant en chef de la force aérospatiale du corps des gardiens de la révolution islamique
- Gholam Ali Rashid : commandant du quartier général central de Khatam al-Anbiya
- Davoud Sheikhian : commandant des défenses aériennes du CGRI
- Pour Taher : commandant de la force de drones du CGRI
- Khosrow Hassani : commandant du système de défense aérien de la FAGRI
- Gholamreza Mehrabi (en) : chef adjoint du renseignement de l'état-major des armées
- Mehdi Rabbani : chef adjoint du renseignement de l'état-major des armées
- Hassan Mohaqeq (en) : chef adjoint de l'organisation du renseignement du corps des gardiens de la révolution islamique
- Mohammad Kazemi (en) : brigadier général de l'organisation du renseignement du corps des gardiens de la révolution islamique

Scientifiques nucléaires
- Fereydoun Abbassi : scientifique qui travaille dans le domaine du nucléaire
- Mohammad Mehdi Tehranchi : scientifique qui travaille dans le domaine du nucléaire
- Ahmadreza Zolfaghari Daryani : scientifique qui travaille dans le domaine du nucléaire
- Abdulhamid Minouchehr : scientifique qui travaille dans le domaine du nucléaire
- Saeed Borji : scientifique qui travaille dans le domaine du nucléaire
- Seyyed Amir Hossein Faqhi : scientifique qui travaille dans le domaine du nucléaire
- Akbar Motabizadeh : scientifique qui travaille dans le domaine du nucléaire

### En Israël
Selon le quotidien israélien Haaretz, d'après les services d'urgence, au moins 40 personnes sont blessées lors de l'attaque[Laquelle ?]. Des sources américaines rapportent qu'au moins 41 personnes sont blessées à divers endroits du pays. L'Agence France-Presse (AFP) mentionne sept blessés. Le service médical d'urgence israélien, Magen David Adom, indique que 34 personnes sont blessés dans le Grand Tel Aviv, dont une femme dans un état critique qui se trouve coincée sous les décombres.
La Chaîne 12 rapporte, citant le Magen David Adom, que 63 personnes sont blessées lors de la frappe de missiles balistiques iraniens[Laquelle ?] — une dans un état critique, une autre dans un état grave, et huit avec des blessures modérées, tandis que les autres subissent des blessures légères. Un décès est confirmé. À Tel Aviv, les équipes de secours extraient deux individus vivants d'un bâtiment effondré. Le bilan est rehaussé à 3 morts et 204 blessés le lendemain.
Quatre femmes sont tuées et dix personnes blessées[Quand ?] par un missile à Tamra, une ville arabe du nord d’Israël. Les habitants des villes arabes israéliennes, ainsi que le député Ayman Odeh, dénoncent depuis longtemps le manque d’abris antiaériens et le fait que presque aucune habitation ne dispose d’une pièce blindée, en dépit de la loi israélienne qui l'impose à toute construction. Certains Israéliens se sont réjouis ouvertement de la mort de leurs compatriotes arabes, ce que d'autres ont condamné,.

#### Dégâts matériels
Les missiles iraniens sont dirigés pour 90 % d'entre eux sur des cibles militaires et pour 10 % sur des cibles civiles selon des responsables politiques et militaires israéliens cités dans la presse. L’institut Weizmann des Sciences à Rehovot, au sud de Tel Aviv, a été touché par un missile le 15 juin. L'attaque n'a pas causé de mort mais a en revanche détruit des bâtiments ainsi que des années de recherches de médecine régénérative avec un une perte estimée entre 300 et 500 millions de dollars. Par ailleurs, les médias iraniens indiquent que la République islamique a notamment visé la base de Tel Nof, l’une des principales bases des forces aériennes israéliennes, ainsi que celle de Nevatim dans le désert du Néguev. Le complexe militaire de Kirya, qui abrite le quartier général de l'armée israélienne et le ministère de la Défense, dans le centre de Tel-Aviv, a été frappé par un missile le 13 juin, dans la première riposte iranienne.
Un immeuble résidentiel moderne, toujours dans le centre de Tel Aviv, subit de graves dégâts. Des incendies éclatent dans plusieurs appartements. Un bâtiment adjacent subit d'importants dégâts extérieurs, notamment des fenêtres brisées et du métal tordu pendant de la façade. À Ramat Gan, plusieurs voitures sont retrouvées incendiées et trois maisons visiblement endommagées.
Selon les autorités municipales, neuf bâtiments sont complètement détruits à Ramat Gan, tandis que des centaines d'autres subissent des dégâts à divers degrés. Une centaine de résidents doivent quitter leur domicile en raison du barrage de missiles. L'armée israélienne déclare qu'un nombre limité de bâtiments sont endommagés par des éclats d'obus résultant des tirs d'interception de missiles.

## Conséquences
Les frappes exacerbent considérablement les tensions régionales et soulèvent des inquiétudes quant au risque d'une escalade incontrôlée de la situation. L'Agence internationale de l'énergie atomique (AIEA) exprime sa profonde préoccupation concernant la stabilité régionale et l'impact possible sur les installations nucléaires dans la région. Israël déclare l'état d'alerte maximale, les Forces de défense israéliennes exhortant les civils à rester dans les abris en prévision de nouvelles attaques. Les rassemblements publics sont interdits, les écoles sont fermées, et les vols à l'aéroport principal Ben-Gourion d'Israël sont annulés par mesure de précaution.
L'Iran annonce la fermeture de son espace aérien jusqu'à 14 h 00, heure locale, le samedi 14 juin et active ses systèmes de défense aérienne à Téhéran pour intercepter toute nouvelle frappe israélienne potentielle. Téhéran menace également de viser les bases militaires régionales appartenant aux pays qui défendent Israël, ce qui révèle son intention d'élargir le conflit pour impliquer d'autres parties.

### Réactions en Israël
En Israël, la guerre contre l'Iran a été soutenue par une grande partie de la classe politique, des médias et de l'opinion publique. Les médias israéliens ont décrit la guerre comme « un moment de gloire » pour Israël et « rivalisé de commentaires patriotiques sur la conduite de l’opération ».
L’opposition à Benyamin Netanyahou s'est rangée derrière la décision du Premier ministre de déclencher la guerre. « Benyamin Netanyahou est mon rival politique, mais sa décision de frapper l’Iran en ce moment est la bonne », a ainsi écrit le chef de l’opposition Yaïr Lapid dans une tribune publiée par le Jerusalem Post. Naftali Bennett a souligné de son côté qu’il n’y avait « ni droite, ni gauche, ni opposition, ni coalition », à propos des frappes contre Téhéran.
Au sein de la population, 70 % des Israéliens (82 % des juifs) disent soutenir la guerre.

### Censure des médias
Entre les 18 et 21 juin, le Conseil suprême de sécurité nationale iranien impose une censure numérique et une coupure du réseau internet, après une première dégradation sévère dès le 13 juin, à la date du début de la guerre.
Le gouvernement israélien impose à chaque média de faire approuver par le bureau du censeur militaire, une unité dépendant des renseignements de l’armée israélienne, toute diffusion d'images ou d'informations depuis les « zones de combats et les sites d'impact ». Les autorités israéliennes laissent faire, généralement, quand il s’agit de zones civiles bombardées mais elles interviennent dès lors que des sites sensibles, comme des bases militaires, sont concernés.
Le ministre de la sécurité nationale, Itamar Ben-Gvir, avertit que quiconque montrant où des missiles ont explosé serait traité « comme quelqu’un qui porte atteinte à la sécurité de l’État ».

### Impact économique
Les prix du pétrole mondiaux augmentent de plus de 10 %, atteignant leurs plus hauts niveaux depuis janvier, ce qui reflète les craintes du marché concernant les perturbations de l'approvisionnement en pétrole de la région — en particulier via le détroit d'Ormuz stratégique, une route de transit énergétique vitale.
Les marchés boursiers américains clôturent en baisse, le Dow Jones Industrial Average chutant de 1,79 % et le S&P 500 de 0,69 %. En période d'incertitude, les valeurs refuges telles que l'or et le franc suisse prennent de la valeur. Les médias israéliens rapportent que les frappes aériennes israéliennes sur l'Iran coûtent au gouvernement environ 1,5 milliard de dollars, ce qui ajoute une pression financière au budget de la défense d'Israël,.

### Conséquences diplomatiques
Les négociations nucléaires entre l'Iran et les États-Unis sont au point mort. L'Iran annonce la suspension indéfinie des pourparlers indirects avec les États-Unis, dont un sixième cycle est prévu à Oman. En représailles aux attaques, l'Iran pourrait réduire sa coopération avec les inspections de l'Agence internationale de l'énergie atomique (AIEI). Les gouvernements européens font face à des défis politiques pour réimposer les sanctions des Nations unies contre l'Iran avant l'expiration du mécanisme de snapback en octobre, ce qui complique les efforts internationaux pour contenir le programme nucléaire iranien.
Selon l'agence Reuters, l’Iran a demandé au Qatar, à l’Arabie saoudite et au sultanat d’Oman de faire pression sur le président américain Donald Trump pour qu’il use de son influence sur Israël en vue d’un cessez-le-feu immédiat, en échange d’une « flexibilité » de Téhéran dans les négociations sur le nucléaire.
Le rôle de la diplomatie française apparait selon plusieurs analytiques comme manquant de lisibilité, et marginal au cours du conflit. Le 13 juin, le président Emmanuel Macron a défendu « le droit d'Israël à se protéger », saluant les « effets » des frappes israéliennes contre les capacités nucléaires de l'Iran. Le 16 juin au cours du salon aéronautique du Bourget, le premier ministre François Bayrou a ordonné de condamner l'accès aux stands de cinq industriels israéliens, décision dénoncée par l'ambassadeur israélien en France, Joshua Zarka. Le 23 juin, le président français déclare que les frappes américaines sont illégales, réclamant un débat au Parlement français. Le même jour, le ministre des affaires étrangères Jean-Noël Barrot dénonce une frappe israélienne sur la prison d'Evin comme « inacceptable ».

### Répression en Iran
Durant et à la suite du conflit, l'Iran expulse 230 000 réfugiés afghans en juin 2025, dans un contexte de répression visant ceux soupçonnés avoir aidé Israël. Au 22 juillet 2025, le nombre d'Afghans expulsés dépasse les 410 000, portant le total à plus d'un million et demi depuis le début de l'année 2025,.

### Conséquences en Palestine
L'armée israélienne annonce le 13 juin le blocus total de toutes les villes palestiniennes en Cisjordanie. Le lancement de cette opération de siège total « fait suite à une évaluation sécuritaire » après les bombardements en Iran.
« Alors que la confrontation entre Tel-Aviv et Téhéran monopolise l’attention diplomatique et médiatique », l'armée israélienne poursuit ses opérations dans la bande de Gaza, « tuant et blessant des centaines d'habitants chaque jour » selon le quotidien français Libération.

## Analyses
Au début de la guerre plusieurs journalistes et analystes expriment des réserves sur l'efficacité des frappes israéliennes sur les installations nucléaires souterraines iraniennes. 
Toutefois, après des bombardements américains du 21 juin sur les trois centres, le porte-parole du ministère des affaires étrangères iranien Esmaeil Baghaei, admet que les « installations nucléaires ont été gravement endommagées ». En parallèle, la Commission israélienne de l’énergie atomique estime que les infrastructures essentielles de Fordo ont été « rendues inutilisables », « retardant de plusieurs années la capacité de l’Iran à développer des armes nucléaires ». Le président américain Donald Trump avait dès le 21 juin affirmé que les sites étaient « complètement détruits ».
L’ancien chef d’état-major israélien Shaul Mofaz affirme en 2012 que Benyamin Netanyahou est animé par « une conviction messianique de bombarder l’Iran ». Pour divers analystes, l’invocation récurrente de la menace iranienne participe d'une manœuvre politique : « La dramatisation du dossier iranien sert Netanyahou sur le front intérieur et elle éclipse la question palestinienne sur la scène internationale », écrit l’historien Jean-Pierre Filiu, dans sa biographie du premier ministre en 2019.
Selon le New York Times, l'Iran ne s'attendait pas a être bombardé avant les consultations prévues avec les États-Unis le 15 juin. Les officiers supérieurs iraniens se trouvaient chez eux lorsque les attaques ont commencé, plutôt que dans des lieux sûrs, constituant des cibles faciles à atteindre.
Plusieurs diplomates européens estiment que les attaques israéliennes sur l'Iran visaient en partie à faire annuler la conférence de l'ONU sur la solution à deux États, prévue à partir du 17 juin et coprésidée par la France et l'Arabie saoudite, qui devait aboutir à la reconnaissance de la Palestine par de nouveaux États en échange de la reconnaissance d'Israël par certains États de la péninsule arabo-persique. Le gouvernement israélien avait vivement dénoncé le projet de cette conférence.

## Risques pour l'environnement
Les attaques contre les centrales nucléaires, les raffineries et les dépôts de missiles suscitent des inquiétudes quant à une hausse de la pollution dans le pays.
À la suite du bombardement de l’armée israélienne sur la base militaire iranienne de Bidganeh, de la fumée orange s’est échappée du site. « L’inhalation de ce type de fumées toxiques peut entraîner la mort immédiate », affirme Wim Zwijnenburg, spécialiste des questions liées aux conflits et à l’environnement.
Plus dangereuses encore pour l’environnement et la population, les frappes sur les centrales nucléaires et les raffineries iraniennes peuvent provoquer « des risques sanitaires aigus et à long terme ». L'Agence internationale de l'énergie atomique avertit qu'une attaque directe contre la centrale nucléaire de Bouchehr, en activité, pourrait provoquer une catastrophe nucléaire.
Par ailleurs, les bombardements sur des zones résidentielles soulèvent de grandes quantités de poussières et peuvent libérer de l'amiante et d'autres substances toxiques.